# セバスファミリー
セバスファミリーは、公益社団法人日本バス協会が2009年（平成21年）に発表したキャラクター。バスをモチーフにした3人家族で女の子のセバスちゃん、セバスママ、セバスパパの3人家族である。セバスファミリーの「セ」はセーフティを意味する。

## 概要
日本バス協会、各都道府県のバス協会やバス会社は毎年9～10月頃に「バスの日」イベントを行なうが、これらのイベントで配布するノベルティグッズなどでやセバスファミリーをときおり見かけることができるほか、全国の路線バスに貼られているバス協会の広報ポスターなどでも主役を務めることがある。
また、日本バス協会が毎年夏に行っている小学生以下の子ども対象の「バスのデザインコンテスト」の最優秀作品（国土交通大臣賞）が、2010年（平成22年）から実際のバスにラッピングされ1年間運行されることとなり、このバスの背面でもセバスファミリーの3人を見ることができる。

## キャラクター

### セバスちゃん
セバスちゃんは「活発で好奇心旺盛な女の子」で、「安全・安心なバスたちの間での人気者」とのこと。趣味は家族旅行、そして「特技は停留所の名前を覚えること」。

### セバスママ
しっかり者で倹約家。特技は観光ガイド。

### セバスパパ
やさしくて力持ち。趣味は街の散歩。たくさんのバスから慕われている。座右の銘は安全第一。